# An Riabhachan
An Riabhachan är ett berg i Storbritannien.   Det ligger i kommunen Highland och riksdelen Skottland, i den nordvästra delen av landet, 700 km nordväst om huvudstaden London. Toppen på An Riabhachan är 1 086 meter över havet.
Terrängen runt An Riabhachan är huvudsakligen kuperad.  Trakten runt An Riabhachan är nära nog obefolkad, med mindre än två invånare per kvadratkilometer. Det finns inga samhällen i närheten. Trakten runt An Riabhachan består i huvudsak av gräsmarker.